# Élections européennes de 2019 en Slovénie
Les élections européennes de 2019 sont les élections des députés de la neuvième législature du Parlement européen et se sont déroulées du 23 mai au 26 mai 2019 dans tous les États membres de l'Union européenne. En Slovénie, elles se sont tenues le 26 mai pour élire les 8 sièges alloués au pays. Les élections sont remportées par coalition entre le Parti démocratique slovène et le Parti populaire slovène (trois sièges). Les Sociaux-démocrates (deux sièges), la Liste de Marjan Šarec (deux sièges) et la Nouvelle Slovénie (1 siège) entrent également au Parlement européen.

## Mode de scrutin
Les huit députés européens slovènes sont élus au suffrage universel direct par les citoyens slovènes et les ressortissants de l’UE résidant de façon permanente en Slovénie et étant âgés de plus de 18 ans. Le scrutin se tient au sein d'une circonscription unique selon le mode de vote préférentiel. Les sièges sont attribués aux listes ayant dépassé 5 % des suffrages exprimés selon la méthode d'Hondt.

## Contexte
Au niveau européen, le scrutin intervient dans un contexte inédit. La mandature 2014-2019 a en effet vu intervenir plusieurs événements susceptibles d'influer durablement sur la situation politique européenne, comme le référendum sur l'appartenance du Royaume-Uni à l'Union européenne en 2016, l'arrivée ou la reconduction au pouvoir dans plusieurs pays de gouvernements eurosceptiques et populistes (en Hongrie en 2014, en Pologne en 2015, en Autriche en 2017 et en Italie en 2018) et l'adoption de l'Accord de Paris sur le climat en 2015. Les élections interviennent alors que la Commission européenne est présidée depuis 15 ans par le Parti populaire européen (PPE) ; la Commission sortante, présidée par Jean-Claude Juncker, rassemble des membres du PPE, de l'Alliance des libéraux et des démocrates pour l'Europe et du Parti socialiste européen.
En Slovénie, ces élections se tiennent un an après des élections législatives n'ayant pas vu se dégager une majorité claire.

## Campagne

### Partis et candidats
| Coalition ou parti politique | Coalition ou parti politique                   | Positionnement et idéologie                                                              | Résultat en 2014 | Tête de liste            | Députés sortants | Députés sortants |
| Coalition ou parti politique | Coalition ou parti politique                   | Positionnement et idéologie                                                              | Résultat en 2014 | Tête de liste            | Nombre           | Groupe politique |
| ---------------------------- | ---------------------------------------------- | ---------------------------------------------------------------------------------------- | ---------------- | ------------------------ | ---------------- | ---------------- |
|                              | Parti démocratique slovène (SDS)               | Centre droit Conservatisme, libéral-conservatisme, populisme de droite, europhilie       | 24,78 %          | Milan Zver               | 3 / 8            | PPE              |
|                              | Parti populaire slovène (SLS)                  | Centre droit Conservatisme, libéral-conservatisme, populisme de droite, europhilie       | 16,60 %          | Milan Zver               | 1 / 8            | PPE              |
|                              | Nouvelle Slovénie (NSi)                        | Centre droit Démocratie chrétienne, Conservatisme sociétal                               | 16,60 %          | Ljudmila Novak           | 1 / 8            | PPE              |
|                              | Parti démocrate des retraités slovènes (DESUS) | Centre Défense des retraités                                                             | 8,15 %           | Igor Šoltes              | 1 / 8            | ADLE             |
|                              | Sociaux-démocrates (SD)                        | Centre gauche Social-démocratie, progressisme                                            | 8,08 %           | Tanja Fajon              | 1 / 8            | S&D              |
|                              | Parti national slovène                         | Droite Nationalisme                                                                      | 4,03 %           | Zmago Jelinčič Plemeniti | 0 / 8            |                  |
|                              | La Gauche                                      | Gauche radicale Socialisme démocratique, écosocialisme, anticapitalisme, euroscepticisme | Nv.              | Violeta Tomič            | 0 / 8            |                  |
|                              | Liste de Marjan Šarec                          | Centre gauche Attrape-tout, populisme, social-libéralisme                                | Nv.              | Irena Joveva             | 0 / 8            |                  |
|                              | Parti d'Alenka Bratušek                        | Centre Libéralisme, Social-libéralisme                                                   | Nv.              | Angelika Mlinar          | 0 / 8            |                  |
|                              | Parti du centre moderne                        | Centre gauche Libéralisme, Social-libéralisme                                            | Nv.              | Gregor Perič             | 0 / 8            |                  |

## Résultats
| Parti                    | Parti                                                          | Voix      | %     | +/-           | Sièges | +/-           | Groupe |
| ------------------------ | -------------------------------------------------------------- | --------- | ----- | ------------- | ------ | ------------- | ------ |
|                          | Parti démocratique slovène - Parti populaire slovène (SDS-SLS) | 125 047   | 26,43 | 1,63          | 3      | 1             | PPE    |
|                          | Sociaux-démocrates (SD)                                        | 88 288    | 18,66 | 10,56         | 2      | 1             | S&D    |
|                          | Liste de Marjan Šarec (LMŠ)                                    | 73 690    | 15,57 | Nv.           | 2      | Nv.           | RE     |
|                          | Nouvelle Slovénie (NSi)                                        | 52 361    | 11,07 | 5,55          | 1      | en stagnation | PPE    |
|                          | La Gauche (Levica)                                             | 29 981    | 6,34  | Nv.           | 0      | Nv.           |        |
|                          | Parti démocrate des retraités slovènes (DESUS)                 | 26 856    | 5,68  | 2,42          | 0      | 1             |        |
|                          | Parti d'Alenka Bratušek                                        | 19 071    | 4,03  | Nv.           | 0      | Nv.           |        |
|                          | Parti national slovène (SNS)                                   | 18 972    | 4,01  | en stagnation | 0      | en stagnation |        |
|                          | Slovénie Verte                                                 | 9 831     | 2,08  | Nv.           | 0      | Nv.           |        |
|                          | Ligue Intérieure (DOM)                                         | 8 071     | 1,71  |               | 0      |               |        |
|                          | Nous Revenons (PS)                                             | 7 775     | 1,64  |               | 0      |               |        |
|                          | Parti du centre moderne (SMC)                                  | 7 560     | 1,60  | Nv.           | 0      | Nv.           |        |
|                          | Changement pour la Slovénie Unie (ZSI)                         | 3 217     | 0,68  |               | 0      |               |        |
|                          | Bon Pays (DD)                                                  | 2 435     | 0,51  |               | 0      |               |        |
|                          |                                                                |           |       |               |        |               |        |
| Votes valides            | Votes valides                                                  | 472 266   | 97,86 |               |        |               |        |
| Votes blancs et nuls     | Votes blancs et nuls                                           | 10 333    | 2,14  |               |        |               |        |
| Total                    | Total                                                          | 482 599   | 100   | -             | 8      | en stagnation | -      |
| Abstentions              | Abstentions                                                    | 1 221 494 | 71,68 |               |        |               |        |
| Inscrits / Participation | Inscrits / Participation                                       | 1 704 093 | 28,32 |               |        |               |        |